# Лилье, Пеэтер Александрович
Пеэтер Александрович Лилье (эст. Peeter Lilje; 13 октября 1950, Валга, Эстонская ССР, СССР — 27 октября 1993, Оулу, Финляндия) — советский и эстонский дирижёр. Народный артист Эстонской ССР (1987).
Заслуженный артист Эстонской ССР (1981).

## Биография
Окончил Тартускую музыкальную школу (1968), затем Таллинскую консерваторию (1974) по специальности «дирижирование». В 1980 году закончил Ленинградскую консерваторию по классу Арвида и Мариса Янсонов; позднее также неформально перенимал опыт Евгения Мравинского, в 1982 году гастролировал с оркестром Мравинского по Германии, Австрии, Швейцарии, Франции и Испании.
С 1973 года ещё студентом начал работать в оперном театре «Эстония» как хормейстер (под руководством Неэме Ярви), с 1975 года штатный дирижёр театра. Осуществил постановки опер Моцарта «Дон Жуан», Стравинского «Мавра» и «Похождения повесы», Прокофьева «Обручение в монастыре», Шостаковича «Катерина Измайлова». В дальнейшем работал в большей степени как симфонический дирижёр, хотя продолжал сотрудничать с оперным театром Эстонии, в 1990 году осуществил постановку оперы Чайковского «Иоланта» в театре «Колон» (Буэнос-Айрес).
В 1980 году после эмиграции Неэме Ярви Лилье возглавил Государственный симфонический оркестр Эстонской ССР и руководил им до 1990 года. Среди наиболее значительных работ Лилье с оркестром — «Немецкий реквием» Иоганнеса Брамса, Реквием Джузеппе Верди, «Ромео и Джульетта» Гектора Берлиоза, «Кармина Бурана» Карла Орфа, оратория «Послание Ионы» эстонского композитора Рудольфа Тобиаса, исполненная в 1989 году после 80-летнего перерыва. С оркестром под управлением Лилье выступали такие солисты, как Татьяна Гринденко, Лиана Исакадзе, Наталья Гутман, Олег Каган, Виктор Третьяков, Виктор Пикайзен, Игорь Ойстрах, Николай Петров, Элисо Вирзаладзе и др. В 1990—1993 годах он был главным дирижёром городского оркестра Оулу .
Пеэтер Лилье умер 28 октября 1993 года в Оулу
Среди осуществлённых записей — произведения Бориса Парсаданяна, Яна Сибелиуса, Эдуарда Тубина, Эйно Тамберга, Хейно Эллера, Эйнара Энглунда.
Памяти Лилье посвящён Реквием Эркки-Свена Тююра.

## Награды
- 1981 — Заслуженный артист Эстонской ССР
- 1987 — Народный артист Эстонской ССР